# Phytoliriomyza melampyga
Phytoliriomyza melampyga is een vliegensoort uit de familie van de mineervliegen (Agromyzidae). De wetenschappelijke naam van de soort is voor het eerst geldig gepubliceerd in 1869 door Loew.

## Beschrijving
De mijngang is lang en ongeordend. De mijnen komen voor van juni tot en met september. De mijn begint als gang, om later te verbreden tot een onregelmatig gevormde witachtige vlek. De frass kan uit brokken, sliertjes of draadstukjes bestaan. De puparia zijn rood-bruin.

## Waardplanten
De soort komt voor op oranje springzaad (Impatiens capensis), reuzenbalsemien (Impatiens glandulifera),  groot springzaad (Impatiens noli-tangere), klein springzaad (Impatiens parviflora) en Impatiens scabrida.
In Nederland geldt de soort vooral op klein springzaad en de reuzenbalsemien als algemeen voorkomend.

## Verspreiding
De soort komt zowel op het Noord-Amerikaanse continent als in Noordwest-Europa voor.